# TM65
TM65(Tordenskjold 65)は、コペンハーゲン・サブオービタルズによって開発されたHEAT 2X用のロケットエンジンである。TM65は推進剤（燃料）としてエタノール、酸化剤として液体酸素を使用するガス発生器サイクル（当初は加圧供給式）のロケットエンジンである。

## 開発
2010年にTM65の試作ロケットエンジンの製造が開始され、2012年の春に試作品が完成し、同年5月と11月に燃焼試験を実施した。ただ、同年12月30日のテストではエンジンが破損して大量のエタノールが地面にこぼれるといったことも起こった。エンジンへの推進剤の供給をターボポンプによる方法に変更する予定である。

## 詳細
TM65は75% エタノール/水の混合物を燃料として液体酸素(LOX)を酸化剤とする。再生冷却式のノズルを備える。
最初の試験で推進剤のタンクを加圧するためにノズル内の熱交換器で加熱された窒素が使用された。

### TM65 エンジン仕様諸元
- 出力サイクル: ガス発生器サイクル (当初は加圧供給式だった。)

推進剤
- 酸化剤: 液体酸素
- 燃料 (体積比): 75% アルコール類, 25% 水
- 燃料 (重量比): 63% エタノール, 7% イソプロパノール, 30% 水
- 酸化剤/燃料 比率: 1.3

冷却
- 燃焼室: 再生冷却
- ノズル: 再生冷却とフィルム冷却
- 15%の燃料流が直径2 x 7.3 mmの管を通じて直接ノズルのフィルム冷却に供給され、56 x 2.0 mmの穴から噴射される。

噴射器
- 衝突の種類: 対向式
- 燃料ポート: 100 x 2.5 mm 穴; 50組
- 酸化剤ポート: 132 x 2.5 mm 穴; 66組

冷却ジャケット
- 形式: アニュラ型
- ノズルの流速: 5.4 m/s
- 燃焼室の流速: 2.5 m/s

燃焼器
- 仕様での全長 (L*): 2.0 m
- ノズルのくびれの面積: 450 cm2
- ノズルの開口部の面積: 1963 cm2
- ノズル膨張比: 4.36

定格運転データ
- 推力100%定格時の燃焼室圧力: 12 bar (1.2 MPa)
- 定格海面高度推力: 65 kN (6,600 kgf) @ Cf 1.2
- 定格海面高度比推力: 200 秒
- 定格真空中比推力: 235 秒

### TM65 ターボポンプ仕様諸元
液体酸素ポンプ
- 形式: 遠心式
- 出力方法: 単段衝動タービン
- 回転速度: 4300 rpm
- 吸入圧力: 2 bar (0.20 MPa)
- 吐出圧力: 20 bar (2.0 MPa)
- 流量: 20 kg/s
- 出力消費: 50 kW

燃料ポンプ
- 形式: 遠心式
- 出力方法: 単段衝動タービン
- 回転速度: 6200 rpm
- 吸入圧力: 2 bar (0.20 MPa)
- 吐出圧力: 20 bar (2.0 MPa)
- 流量: 15 kg/s
- 出力消費: 50 kW

ガス発生器
- 推進剤: 80% 過酸化水素(H2O2)
- 触媒: KMnO4 固体
- 推進剤流量: 0.45 kg/s
- ガスの構成: 蒸気, 酸素
- ガス温度: 275℃
- ガス圧力: 25 bar (2.5 MPa)

ターボポンプは吐出圧力と回転数を計測する電子制御装置で制御され必要に応じてH2O2の流量を調節する。2台のタービンとポンプはそれぞれガス発生器を備え、互いに反対方向に異なる速度で回転する。

## 歴史
試作ロケットエンジンであるTordenskjold 65 (TM65)の製造は以前のXLR-3Aの一連の試験の成功後の2010年の秋に開始された。計画はコペンハーゲン・サブオービタルズのティコ・ブラーエを積載するHEAT-1Xロケットの動力であるハイブリッドロケットエンジン計画と並行して進められた。
開発して数カ月経過後、計画は2011年夏にHEAT-1Xの打ち上げに注力することで停止した。
コペンハーゲン サブオービタルズが以前、開発を進めていたハイブリッドエンジンを置き換える目的でTM65の開発と試験は2012年に再開された。
TM65エンジンの最初の試作機は2012年の春に完成して2012年5月に燃焼試験に成功した。65 kNの推力を生み出すために燃焼室の圧力を12barに高めての試験は2012年の秋から冬にかけて実施された。